# Navig'Aix
Navig’Aix est un rassemblement de bateaux anciens organisé annuellement au Grand Port d’Aix-les-Bains entre 1996 et 2014. En 2014, le festival comptait sa 16e et dernière édition, à la suite de restrictions budgétaires et une baisse de fréquentation.

## Histoire
Le rassemblement a été créé en 1996 par deux passionnés de navigation, Laurent Prud’homme (également directeur de la compagnie Gwel de 1997 à 2010) et André Coudurier. (Cependant, il y avait une réunion appelée "Navig'Aix 95" qui comprenait des bateaux à vapeur et des vieux bateaux à moteur en 1995)
La dernière édition a lieu en 2014. Le festival est par la suite abandonné à la suite d'une baisse de fréquentation et des restrictions budgétaires.

## Accès
Le Grand Port d’Aix-les-Bains où se tient le rassemblement est accessible par les bus du réseau Ondéa ainsi que par les bateaux de la compagnie Gwel (devenue la Compagnie des Bateaux du lac du Bourget et du Haut-Rhône depuis 2010) qui effectuent des liaisons entre Aix-les-Bains  et le Bourget-du-Lac.

## Activités

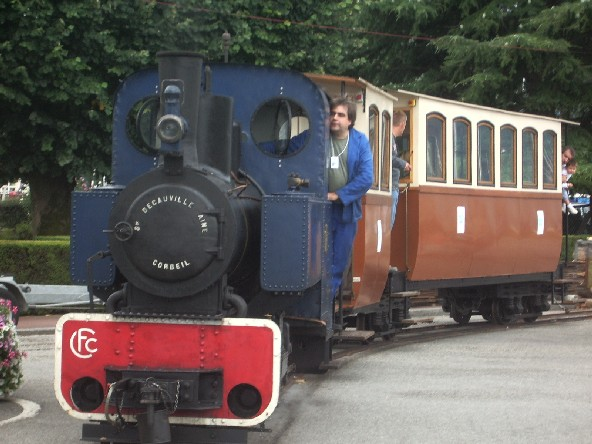
La Decauville no 869 sur le Grand Port en août 2005.

Lors de l’édition 2005, la locomotive à vapeur Decauville no 869 de 1914 effectue des rotations sur le Grand Port et transporte 1269 personnes.
En 2011, un feu d’artifice est tiré et une exposition de véhicules anciens a lieu en complément du rassemblement le 28 septembre 2011.
En 2014, un meeting aérien a lieu en plus de Navig’Aix. Il remplace le rassemblement de bateaux dès l’année suivante.

## Fréquentation
Le rassemblement accueille en moyenne 50 000 visiteurs par an. Dans ses débuts, une centaine de canots étaitent présents à l’événement. Au cours des dernières années, seule une vingtaine de canots se réunissaient.

## DVD
En 2007, un DVD est vendu à l’occasion des dix ans de l’événement. D’une durée de 90 minutes, il est produit et réalisé par la société Flam.Com Vidéo.